# Aechmea roberto-anselmoi
Espèce
Classification phylogénétique
Aechmea roberto-anselmoi est une espèce de plantes à fleurs de la famille des Bromeliaceae, endémique de la forêt atlantique (mata atlântica en portugais) au Brésil.

## Synonymes
- Pothuava roberto-anselmoi (E.Pereira & Leme) L.B.Sm. & W.J.Kress[1].

## Distribution
L'espèce est endémique de l'État de Rio de Janeiro au Brésil.

## Description
L'espèce est épiphyte.